# Dynamite Express
De Dynamite Express is een gemotoriseerde achtbaan in het Nederlandse attractiepark Familiepark Drievliet te Rijswijk.

## Thema
De Dynamite Express is gethematiseerd in Mexicaanse stijl en de achtbaan lijkt op een mijntreinachtbaan. De achtbaantrein is opgebouwd uit een als locomotief opgebouwde wagon met 2 zitplaatsen en 5 wagons met daarin 2 rijen met ieder 2 zitplaatsen. Dit brengt het totaal aantal zitplaatsen op 22.

## Ligging in het park
De achtbaan ligt midden in het park tussen Cinemagic en de Kopermijn. Onder de achtbaan door ligt de attractie El Loco (een treinritje) en vooraan boven de achtbaan rijdt de monorail.
Afbeeldingen · Lijst van attracties